# Повелитель бури
«Повели́тель бу́ри» (англ. The Hurt Locker) — американский художественный фильм 2008 года режиссёра Кэтрин Бигелоу, повествующий о буднях американских сапёров в Ираке, с Джереми Реннером, Энтони Маки и Брайаном Герати в главных ролях. 
Сценаристом фильма стал Марк Боал, который в 2004 году вместе с командой журналистов провёл две недели в Ираке, наблюдая за работой взрывотехников и сапёров армии США.
Hurt Locker на сленге американских сапёров означает мифологический «ящик боли», в который попадают сапёры, подорвавшиеся на мине, по аналогии с «сундуком Дэви Джонса» у моряков. Также этой фразой на сленге американских военных может быть названа просто опасная или трудная ситуация. В середине фильма это выражение дополняется ещё одним, метафорическим значением — в пластмассовый «ящик боли» сержант Джеймс складывает личные вещи, которые ему причиняли боль — от элементов СВУ до обручального кольца.
Премьера фильма состоялась на 65-м Венецианском кинофестивале в 2008 году, а после успеха на кинофестивале в Торонто компания Summit Entertainment стала дистрибьютором американского проката картины. В ограниченный прокат фильм вышел 29 июня 2009 года, а спустя полгода — в широкий. 

В связи с тем, что фильм был выпущен в США только в 2009 году, он получил право претендовать на премию «Оскар» и впоследствии получил девять номинаций, одержав победу в шести из них на 82-м вручении премии, в том числе «Лучший фильм», обойдя самую кассовую картину бывшего мужа Бигелоу, Джеймса Кэмерона, «Аватар», Марк Бол был отмечен в категории «Лучший оригинальный сценарий», а Кэтрин Бигелоу стала первой женщиной, выигравшей премию в номинации «Лучшая режиссура». Помимо Американской киноакадемии, «Повелитель бури» был отмечен несколькими десятками наград, в том числе шестью премиями BAFTA. В 2020 году был внесен в Национальный реестр фильмов США как «культурно, исторически или эстетически значимый».

## Сюжет
2004 год, идёт второй год войны в Ираке, сапёры армии США работают в стране в смене «Браво», до ротации которой осталось чуть больше месяца. 
При обезвреживании самодельного взрывного устройства в Багдаде гибнет сержант Томпсон, лидер группы по разминированию и обезвреживанию боеприпасов. На замену ему прибывает опытный сапёр сержант первого класса Уильям Джеймс. Команда, вверенная Джеймсу, состоит из сержанта Джей Ти Сэнборна и специалиста Оуэна Элдриджа.
Отношения между Джеймсом и группой изначально не задаются. Джеймс не признает никаких правил, а его безрассудство ставит под угрозу как его собственную жизнь, так и жизни напарников. Ситуация накаляется настолько, что когда во время очередного задания Джеймс снова безо всякой нужды рискует жизнью, отправившись за забытыми перчатками к полностью подготовленной для подрыва бомбе, Сэнборн в присутствии Элдриджа предлагает подорвать его, выдав произошедшее за несчастный случай, но потом отказывается от этой идеи.
Возвращаясь с задания, они встречают группу наёмников из британской частной военной компании, которые захватили «девятку червей» и «валета треф» — боевиков из так называемой «иракской колоды». Команда Джеймса помогает им заменить колесо, но попадает под обстрел снайперов. Часть наёмников погибает, а Сэнборн с Джеймсом ведут снайперскую дуэль при помощи крупнокалиберной снайперской винтовки Barrett M82 обезвреживают трёх противников (группа поддержки вражеского снайпера), а Элдридж убивает четвёртого зашедшего с тыла. Джеймс проявляет лидерские качества, мотивируя Элдриджа на принятие самостоятельных решений, помогая ему очистить заклинивший магазин от крови убитого британца и отдавая единственный оставшийся в бригаде сок Сэнборну, измождённому многочасовым неподвижным наблюдением за противником в прицел винтовки в пустыне под палящим солнцем.
Элдридж неоднократно беседует с военным психиатром полковником Кембриджем, говоря ему, что боится смерти, а на увещевания доктора огрызается, упрекая того в отсутствие боевого опыта. На базе Джеймс знакомится с местным мальчиком-продавцом DVD-дисков по прозвищу «Бэкхем», играет с ним в футбол и даёт ему деньги. 
В один из вечеров Сэнборн и Элдридж находят у Джеймса под кроватью ящик с деталями бомб; Джеймс объясняет, что хранит то, что могло его убить, и сталкивается с непониманием Сэнборна. 
Во время обезвреживания одного из складов Джеймс находит тело мальчика, внутрь которого вшита бомба. Он узнаёт в нём «Бэкхема» и, вынув бомбу, заворачивает его тело в ткань и выносит из здания. Когда Джеймс думает, что дело сделано, перед их вездеходом срабатывает детонационное устройство, и в результате погибает Кембридж. Элдридж, который косвенно послужил причиной того, что психиатр вызвался сопровождать их в операции, тяжело переживает это. Джеймс пытается найти виновных в смерти «Бэкхема», отправляясь в город, но ничего узнать не удаётся, а при возвращении на базу его едва опознают как своего.
Ночью они отправляются на вызов — мощный подрыв бензовоза, предположительно с участием террориста-смертника. Решив, что бомба была активирована дистанционно, Джеймс, несмотря на протесты напарников, приказывает разделиться и осмотреть территорию ближайшего квартала. На Элдриджа нападают и пытаются похитить. Джеймс и Сэнборн догоняют и убивают террористов, но Элдридж получает ранение. На следующее утро в лагере живой «Бэкхем» как ни в чём ни бывало пытается заговорить с Джеймсом, но тот проходит мимо мальчика. Элдридж, которого в связи с простреленной в девяти местах бедренной костью эвакуируют на вертолёте для лечения, в последнем разговоре на эмоциях прямо обвиняет Джеймса в случившемся.
Оставшись вдвоем, Сэнборн и Джеймс отправляются на необычное экстренное задание: боевики закрепили на теле иракского гражданского бомбу с часовым механизмом и выпустили на улицы города. Он умоляет его спасти, но Джеймс, несмотря на все попытки обезвредить устройство, понимает, что сделать это не получится, потому что на момент начала работы таймер обратного отсчёта на поясе взрывчатки показывает всего 2,5 минуты. Он просит прощения у мужчины и в последний момент успевает отойти на относительно безопасное расстояние от взрыва, который убивает заложника и легко ранит Джеймса. Переживший эмоциональное потрясение Сэнборн признаётся Джеймсу, что война даётся ему очень тяжело и решает по возвращении домой завести ребёнка.
После очередной ротации личного состава Джеймс возвращается домой к жене и сыну. Он скучает по трудовым будням и однажды признаётся сыну, что у него осталась только одна вещь, которую он любит. Не найдя себя в мирной жизни, Джеймс возвращается на службу на 1 год в смену «Дельта». В финальной сцене он в первый же день смены снова идёт на очередное задание по иракским кварталам.

## В ролях
| Актёр            | Роль                                 |
| ---------------- | ------------------------------------ |
| Джереми Реннер   | сержант первого класса Уильям Джеймс |
| Энтони Маки      | сержант Джей Ти Сэнборн              |
| Брайан Герати    | специалист Оуэн Элдридж              |
| Гай Пирс         | штаб-сержант Мэтт Томпсон            |
| Кристиан Камарго | полковник Джон Кембридж              |
| Дэвид Морс       | полковник Рид                        |
| Рэйф Файнс       | руководитель группы наёмников        |
| Эванджелин Лилли | Конни Джеймс                         |
| Кристофер Сайех  | «Бэкхем»                             |
| Малкольм Барретт | сержант Фостер                       |
| Сэм Спруэлл      | подрядчик Чарли                      |

## Создание
Съёмки фильма проходили в Аммане. Поскольку изначально предполагалось отснять очень много исходного материала, для экономии средств было решено вести съёмку на более дешёвую 16-мм киноплёнку в формате «Супер-16». Поэтому весь фильм снят пятью 16-мм кинокамерами Aaton, а исходный негатив увеличен до кашетированных 35-мм фильмокопий.
Сценарист Марк Боал прожил в 2004 году две недели в Ираке со взводом сапёров, в том числе выезжал и на реальные операции.

## Критика
«Повелитель бури» был высоко оценен критиками. На Rotten Tomatoes у фильма 97 % положительных рецензий из 209. На Metacritic — 94 балла из 100 на основе 35 обзоров. Роджер Эберт дал фильму высшую оценку — 4 звезды из 4-х.

## Награды и номинации
Режиссёр «Повелителя бури» Кэтрин Бигелоу соревновалась за премию «Оскар» со своим бывшим мужем Джеймсом Кэмероном, представлявшим фильм «Аватар» в номинации «Лучший фильм», а сам Кэмерон был номинирован как «Лучший режиссёр». В итоге в обеих номинациях победу одержал «Повелитель бури».
- 2010 — 6 премий «Оскар»: лучший фильм (Кэтрин Бигелоу, Марк Боал, Николас Шартье, Грег Шапиро), лучший режиссёр (Кэтрин Бигелоу), лучший оригинальный сценарий (Марк Боал), лучший монтаж (Боб Муравски, Крис Иннис), лучший звук (Пол Н. Дж. Оттоссон, Рэй Беккет), лучший монтаж звука (Пол Н. Дж. Оттоссон), а также 3 номинации: лучшая мужская роль (Джереми Реннер), лучшая музыка к фильму (Марко Белтрами, Бак Сандерс), лучшая операторская работа (Барри Экройд)
- 2010 — 3 номинации на премию «Золотой глобус»: лучший фильм — драма, лучший режиссёр (Кэтрин Бигелоу), лучший сценарий (Марк Боал)
- 2010 — 6 премий BAFTA: лучший фильм (Кэтрин Бигелоу, Марк Боал, Николас Шартье, Грег Шапиро), лучший режиссёр (Кэтрин Бигелоу), лучший оригинальный сценарий (Марк Боал), лучшая операторская работа (Барри Экройд), лучший монтаж (Боб Муравски, Крис Иннис), лучший звук (Рэй Беккет, Пол Н. Дж. Оттоссон, Крейг Стауффер) а также 2 номинации: лучшая мужская роль (Джереми Реннер), лучшие визуальные эффекты (Ричард Статсмен)
- 2010 — две номинации на премию Гильдии киноактёров США: лучшая мужская роль (Джереми Реннер), лучший актёрский состав
- 2010 — премия Гильдии режиссёров США за лучшую режиссуру художественного фильма (Кэтрин Бигелоу)
- 2010 — премия Гильдии сценаристов США за лучший оригинальный сценарий (Марк Боал)
- 2010 — 2 номинации на премию «Сатурн»: лучший приключенческий фильм, боевик или триллер, лучший режиссёр (Кэтрин Бигелоу)
- 2010 — 3 премии Национального общества кинокритиков США: лучший фильм, лучший режиссёр (Кэтрин Бигелоу), лучшая мужская роль (Джереми Реннер), а также номинация за лучшую операторскую работу (Барри Экройд)
- 2009 — 4 премии «Спутник»: лучший фильм — драма, лучший режиссёр (Кэтрин Бигелоу), лучшая мужская роль — драма (Джереми Реннер), лучший монтаж (Крис Иннис, Боб Муравски), а также номинация за лучший оригинальный сценарий (Марк Боал)
- 2009 — премия Национального совета кинокритиков США за актёрский прорыв года (Джереми Реннер), а также попадание в десятку лучших фильмов года
- 2009 — 2 номинации на премию «Независимый дух»: лучшая мужская роль (Джереми Реннер), лучшая мужская роль второго плана (Энтони Маки)
- 2009 — приз Gucci Prize Венецианского кинофестиваля (Марк Боал)
- 2008 — 4 приза Венецианского кинофестиваля: Human Rights Film Network Award, SIGNIS Award (приз Всемирной католической ассоциации по коммуникациям), Sergio Trasatti Award, Young Cinema Award (за «взгляд на настоящее») (все — Кэтрин Бигелоу), а также номинация на Золотого льва (Кэтрин Бигелоу)